# マッドマン
『マッドマン』（Madman Across the Water）は、1971年に発表されたエルトン・ジョンのアルバム。

## 解説
映画『フレンズ』への楽曲提供などで多忙な時期に製作されたアルバム。ポール・バックマスターのエモーショナルな弦編曲が最高潮を迎えている。長尺な「マッドマン」「黄昏のインディアン」を始め、寂寞を感じさせる歌詞とメロディが印象的なアルバム。
当時、エルトンはライヴで煌びやかな衣装をまとい、エンターテイナーに徹し始めた時期であった。そのためか、本作収録曲はライヴで演奏されなかった時期もあった。近年、これらの楽曲はライヴで再演される機会が増えている。
一曲目「可愛いダンサー」は、作詞担当のバーニー・トーピンが当時の妻に贈った楽曲である。

## 収録曲
Side 1
1. 可愛いダンサー (マキシンに捧ぐ) - Tiny Dancer
2. リーヴォンの生涯 - Levon
3. 愛すべき男、レザー・フェイス - Razor Face
4. マッドマン - Madman Across the Water

Side 2
1. 黄昏のインディアン - Indian Sunset
2. ホリデイ・インのやすらぎ - Holiday Inn
3. 人生とは腐った桃のよう - Rotten Peaches
4. 偽りの人々 - All the Nasties
5. グッドバイ - Goodbye

- 作詞　バーニー・トーピン
- 作曲　エルトン・ジョン

## プレイヤー
- エルトン・ジョン - piano, vocals
- ポール・バックマスター - conductor
- デイヴィー・ジョンストン - acoustic guitar：1,4,7曲目, mandolin & sitar：6曲目

後の大ヒット期バンドメンバー。
- ナイジェル・オルスン - drums：8曲目, background vocals：1,6,7曲目
- ディー・マレイ - bass：8曲目, background vocals：1,6,7曲目
- レイ・クーパー - percussion：4,7曲目, tambourine：8曲目

後の大ヒット期バンドメンバー。
- カレブ・クェイ - electric guitar：1,2,3曲目, acoustic guitar：6曲目
- デヴィッド・グローヴァー(David Glover) - bass：1,6曲目
- ロジャー・ポープ - drums：1,3,6曲目
- ダイアン・ルイス - A.R.P.synthesizer：4,7曲目

- B.J.コール(B.J. Cole) - steel guitar：1曲目
- レス・サッチャー - acoustic guitar：2曲目
- クリス・スペディング(Chris Spedding) - electric guitar：4曲目, slide guitar：7曲目
- バリー・モーガン - drums：2曲目
- テリー・コックス(Terry Cox) - drums：4,5,7曲目
- ブライアン・オッジャーズ(Brian Odgers) - bass：2,3曲目
- ハービー・フラワーズ(Herbie Flowers) - electric bass：4,5,7曲目
- クリス・ローレンス(Chris Laurence) - acoustic bass：5曲目
- ブライアン・ディー(Brian Dee) - harmonium：2曲目
- リック・ウェイクマン(Rick Wakeman) - organ：3,4,7曲目
- ジャック・エンブロウ(Jack Emblow) - accordion：3曲目
- background vocal
  - レスリー・ダンカン、スー・グローヴァー(Sue Glover)、サニー・レスリー(Sunny Leslie)、バリー・セント・ジョン(Barry St. John)、リザ・ストライク(Liza Strike)：1,2,6,7曲目
  - トニー・バロウズ(Tony Burrows)、ロジャー・クック(Roger Cook)、テリー・スティール(Terry Steele)：1,6,7曲目

## 製作
- ダス・ダッジョン - Producer
- スティーヴ・ブラウン - Co-ordinater
- ロビン・ゲオフリー・ケーブル - Engineer
- ケン・スコット(Ken Scott) - Re-mix Engineer
- ポール・バックマスター - Arranger & Conductor
- デヴィッド・ラーカム - Art Direction & Sleeve Design & Booklet cover phot & Illustration